# Рощенюк Микола Никифорович
Микола Никифорович Рощенюк (1902, місто Бердичів, тепер Житомирської області — розстріляний 3 вересня 1937, місто Київ) — український радянський діяч, голова Новоград-Волинського окрвиконкому Київської області; голова Одеської міської ради. Кандидат у члени ЦК КП(б)У в червні — серпні 1937 р. Член ВУЦВК.

## Біографія
Народився в місті Бердичів Подільської губернії, тепер Житомирської області в родині робітника-котельника Бердичівського заводу.
Трудову діяльність розпочав у 1918 році робітником 1-го державного шкіряного заводу у місті Бердичеві.
Член РКП(б) з 1925 року.
Закінчив партійну школу. Працював начальником Бердичівського окружного відділу робітничо-селянської міліції.
З 1927 року очолював виконавчі комітету у кількох районах України. Зокрема, до червня 1935 року був головою виконкому Новоград-Волинської районної ради Київської області. У червні 1935 — вересні 1936 року — голова виконавчого комітету Новоград-Волинської окружної ради Київської області. Незабаром на цій посаді його замінив екс-нарком комунального господарства УСРР Микола Межуєв . Власне у допиті М. Рощенюка від 31 липня 1937 року Микола Межуєв фігурує як один з учасників «антирадянської троцкістської організації» . 
3 вересня 1936 до весни 1937 року — 1-й заступник народного комісара земельних справ Української СРР.
У травні — червні 1937 року — голова Одеської міської ради.
22 червня 1937 року, під час відрядження до Києва заарештований органами НКВС. 3 вересня 1937 року засуджений до вищої міри покарання і розстріляний у той же день.
Посмертно реабілітований 31 серпня 1956 року.